# Stentjärnen (Undersåkers socken, Jämtland, 700453-137960)
Stentjärnen är en sjö i Åre kommun i Jämtland och ingår i Indalsälvens huvudavrinningsområde. Sjön har en area på 0,156 kvadratkilometer och ligger 788,1 meter över havet. Stentjärnen ligger i Vålådalen Natura 2000-område.

## Delavrinningsområde
Stentjärnen ingår i det delavrinningsområde (700632-137674) som SMHI kallar för Ovan Lillån. Medelhöjden är 762 meter över havet och ytan är 31,44 kvadratkilometer. Räknas de 8 avrinningsområdena uppströms in blir den ackumulerade arean 46,34 kvadratkilometer. Fangan som avvattnar avrinningsområdet har biflödesordning 3, vilket innebär att vattnet flödar genom totalt 3 vattendrag innan det når havet efter 328 kilometer. Avrinningsområdet består mestadels av skog (71 procent) och kalfjäll (23 procent). Avrinningsområdet har 0,41 kvadratkilometer vattenytor vilket ger det en sjöprocent på 1,3 procent.